# مونوباکتام

آزترونام

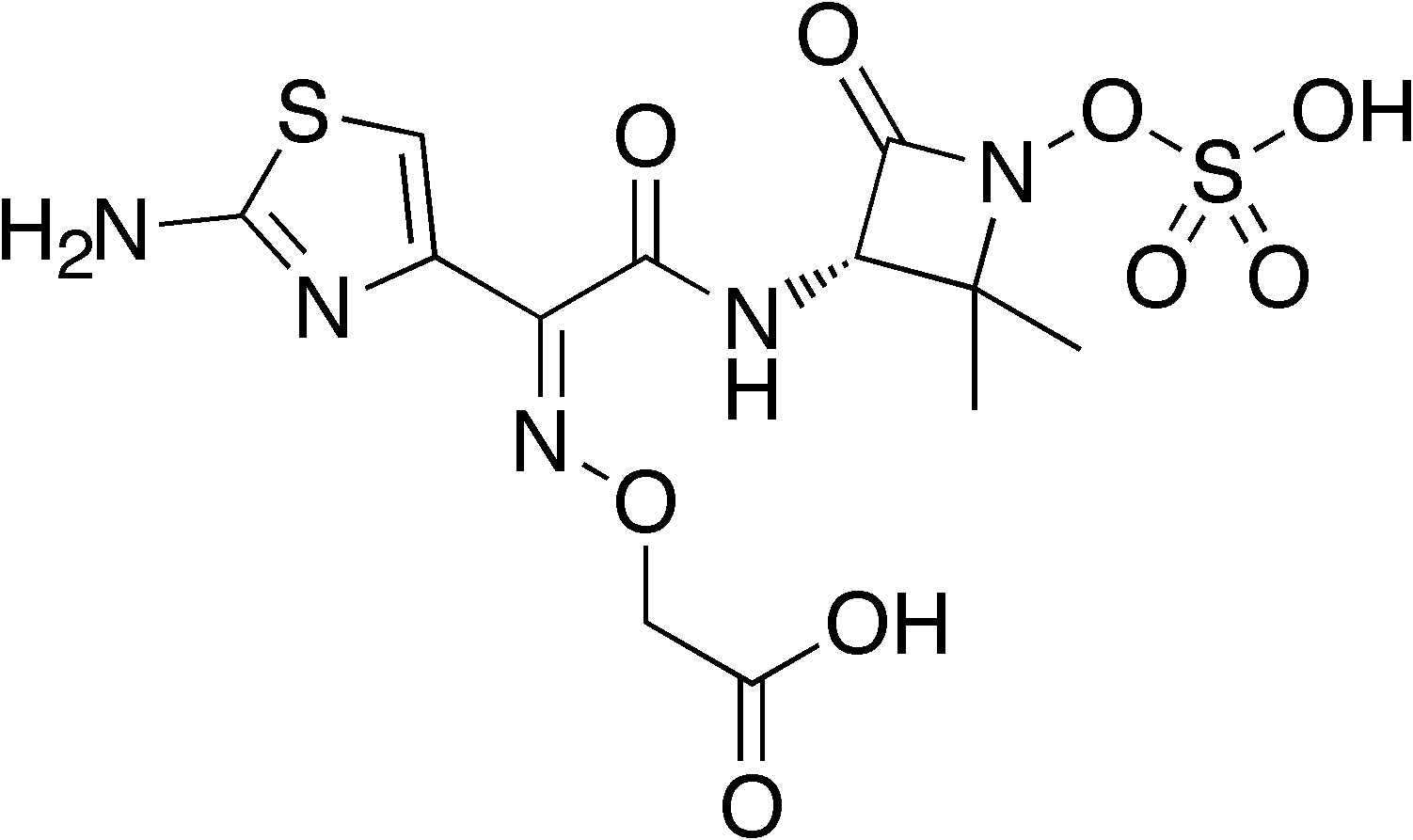
تیگمونام

مونوباکتام‌ها(به انگلیسی: Monobactam) دسته ای از آنتی‌بیوتیک‌های بتا-لاکتام تک حلقه و تولید شده توسط باکتری هستند. مونوباکتام‌ها فقط در برابر باکتری‌های گرم منفی هوازی (مثلاً نایسریا و سودوموناس) مؤثر هستند.
آزترونام یک آنتی‌بیوتیک مونوباکتام است که به صورت تجاری در دسترس است. نمونه‌های دیگر مونوباکتام‌ها تیگمونام،  نوکاردیسین ای و تابوتوکسین هستند. 
عوارض جانبی مونوباکتام‌ها می‌تواند شامل بثورات پوستی و کارکردهای غیرطبیعی کبد باشد. 